# Bruce A. Fuhrer
Bruce Alexander Fuhrer (31 de diciembre de 1930-31 de marzo de 2023) es un micólogo australiano.
En 1989, fue galardonado con la Medalla Australiana de Historia Natural. Ha escrito muchos libros sobre los hongos de Australia, incluyendo una Comprehensive Field Guide to Australian Fungi. Ha trabajado académicamente por 25 años en la Escuela de Biología en la Monash University. Algunas especies de su autoría incluyen a Rozites (hoy Cortinarius) armeniacovelatus.